# Монтезегале
Монтезегале (итал. Montesegale) је насеље у Италији у округу Павија, региону Ломбардија.
Према процени из 2011. у насељу је живело 21 становника. Насеље се налази на надморској висини од 403 м.

## Становништво
Према резултатима пописа становништва 2011. у општини је живело 307 становника.
| 1931. | 1936. | 1951. | 1961. | 1971. | 1981. | 1991. | 2001. | 2011. |
| ----- | ----- | ----- | ----- | ----- | ----- | ----- | ----- | ----- |
| 907   | 903   | 803   | 620   | 489   | 411   | 365   | 319   | 307   |

## Партнерски градови
- Valbelle